# Альпнах
Альпнах (нем. Alpnach) — коммуна в Швейцарии, в кантоне Обвальден. Она включает в себя деревни Альпнах-Дорф, Альпнахстад и Шорид.
Население составляет 6109 человек (на 31 декабря 2020 года). Официальный код — 1401.

## История
Альпнах впервые упоминается около 870 года как Альпенахо.

## География
Площадь Альпнаха по состоянию на 2006 год составляла 53,8 км². Из этой площади 32,1 % используется в сельскохозяйственных целях, в то время как 54,1 % покрыто лесами. Из остальной части земли 5 % заселено (здания или дороги), а остальная часть (8,9 %) непродуктивна (реки, ледники или горы).
Муниципалитет расположен на высотах над двумя ручьями, Большим и Малым Шлиере. В середине 19 века деревня стала полноценным поселением, а в 20-м веке он расширился до Хауфендорфа. Он состоит из деревень Альпнах-Дорф, Альпнахстад и Шорид.

## Демография
Население Альпнаха (по состоянию на 31 декабря 2020 года) составляет 6109 человек. По состоянию на 2007 год 13,2 % населения составляли иностранные граждане. За последние 10 лет численность населения выросла на 11,1 %. Большая часть населения (по состоянию на 2000 год) говорит на немецком языке (89,7 %), при этом албанский язык является вторым по распространенности (2,3 %), а португальский — третьим (1,8 %). По состоянию на 2000 год гендерное распределение населения составляло 50,8 % мужчин и 49,2 % женщин. По состоянию на 2000 год в Альпнахе насчитывалось 1828 домашних хозяйств.
На федеральных выборах 2007 года CVP получила 35,9 % голосов.
Уровень безработицы в Альпнахе составляет 1,55 %.
Историческая численность населения приведена в следующей таблице:
| Год  | Население |
| ---- | --------- |
| 1799 | 1,157     |
| 1850 | 1,622     |
| 1900 | 1,779     |
| 1950 | 3,022     |
| 2000 | 4,932     |